# Sparsarg

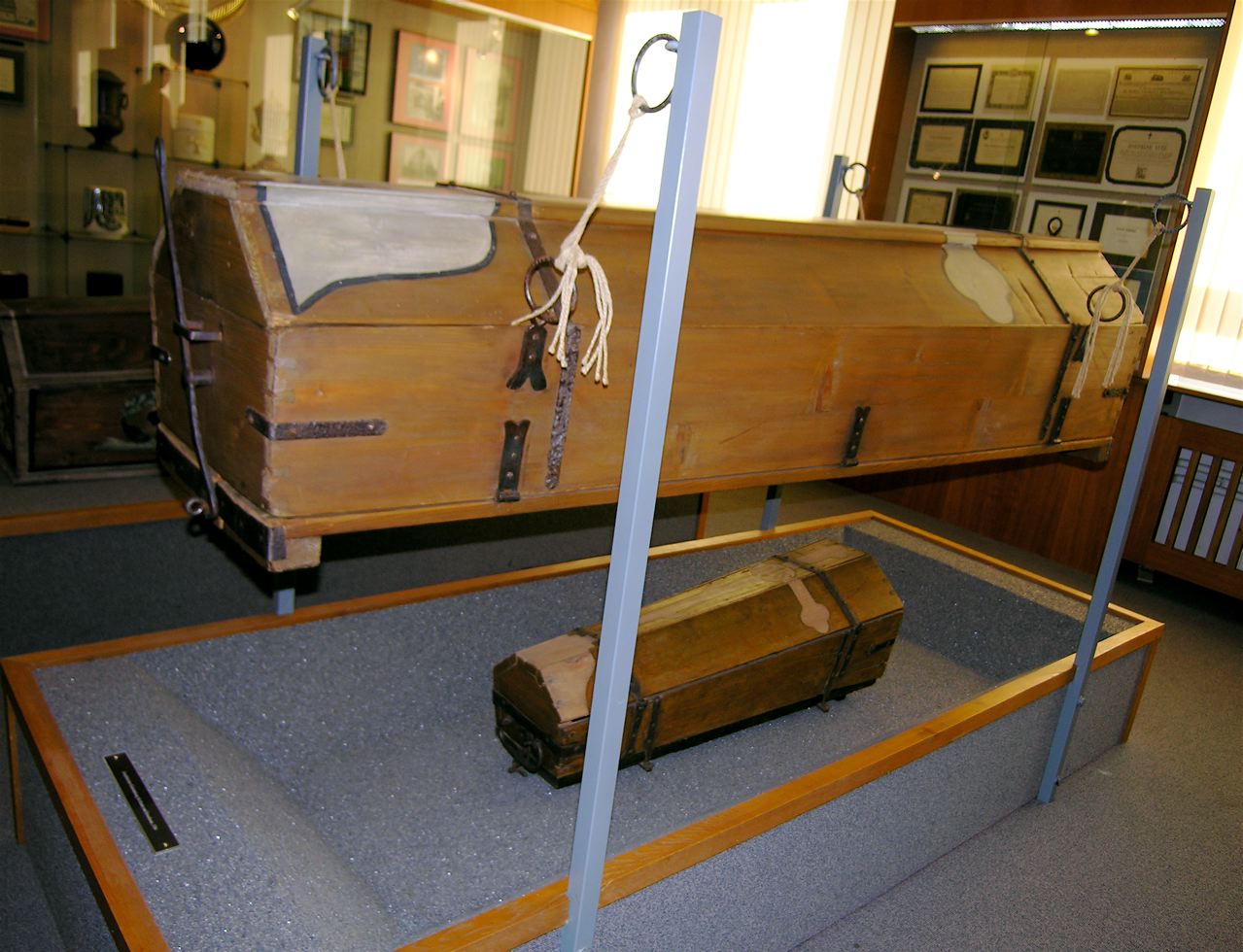
Josephinischer Gemeindesarg im Bestattungsmuseum Wien

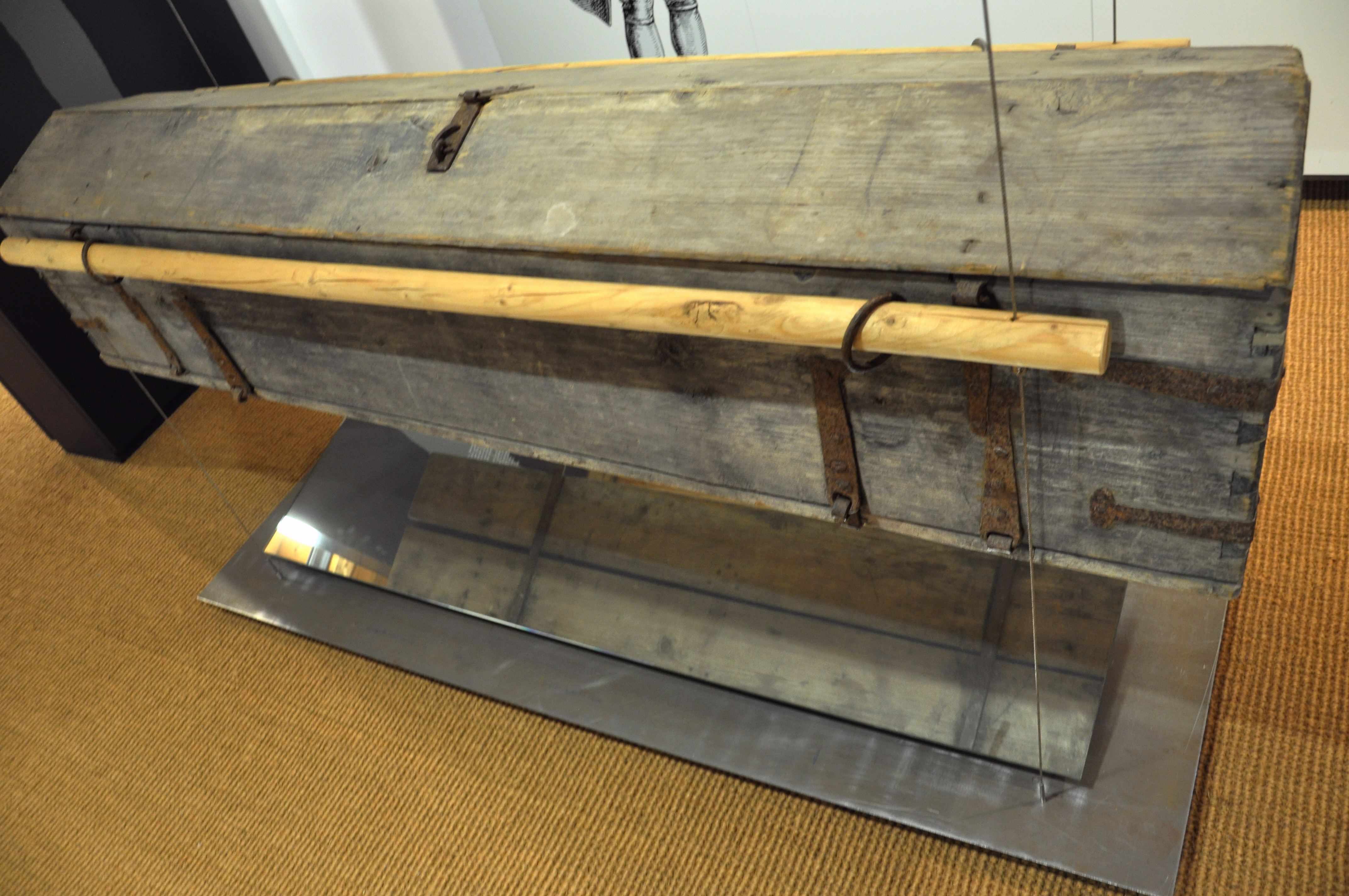
Josephinischer Gemeindesarg – im Spiegel ist die zu öffnende Unterseite zu erkennen. Stadtmuseum Bad Saulgau (ehemals vorderösterreichisch)

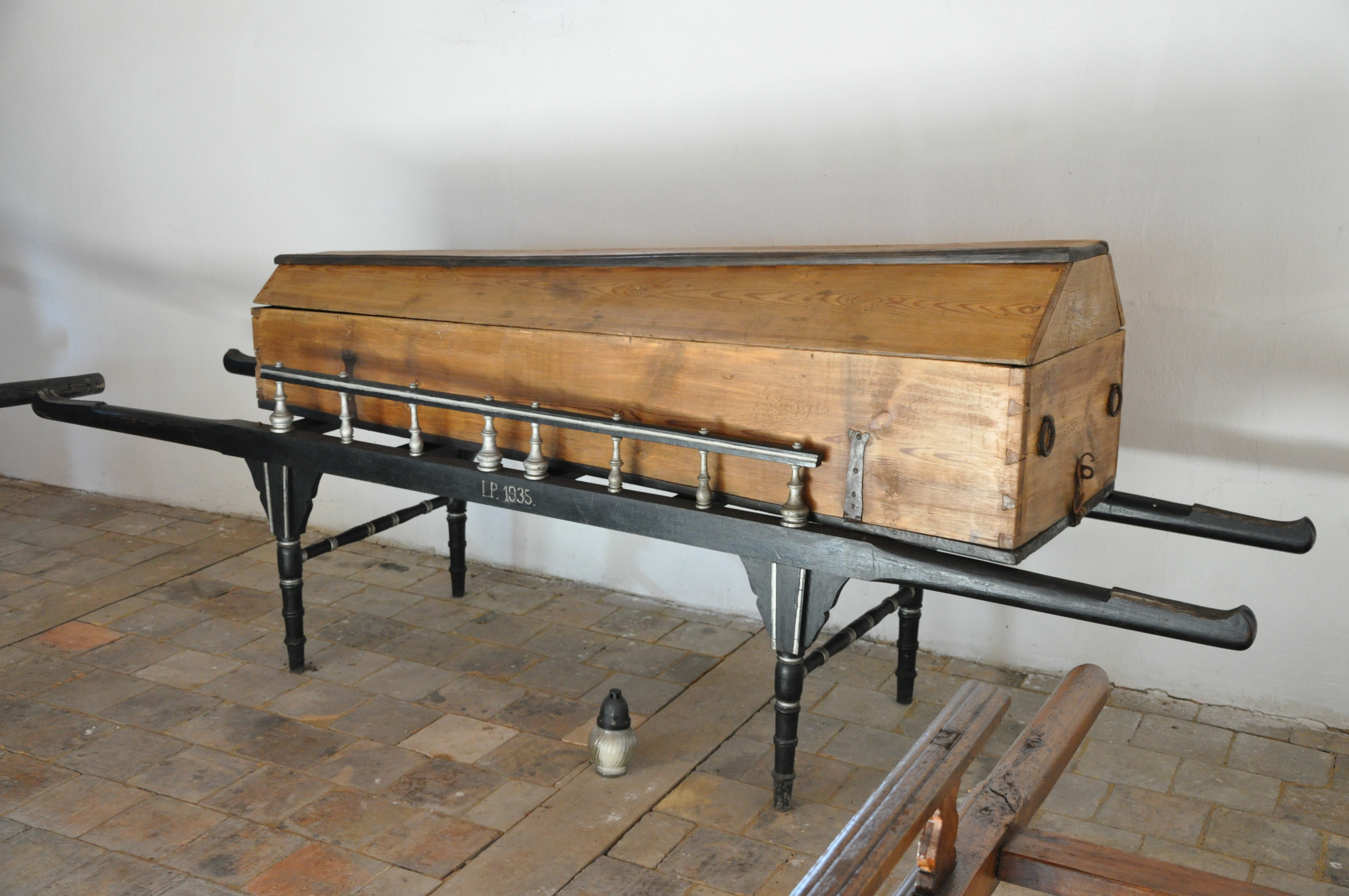
Josephinischer Gemeindesarg im Leichenhaus Veliny

Sparsarg, auch Josephinischer Gemeindesarg, bezeichnet einen wiederverwendbaren Sarg, den der Reformkaiser Joseph II. im Sommer 1784 in Österreich einführte.
Wie ein traditioneller Gemeindesarg und ein Pestsarg war dieser Sarg an der Unterseite mit einer Klappe ausgestattet, die mittels eines Hebels geöffnet werden konnte. Er wurde mit der Leiche über das offene Grab gestellt und geöffnet, der in einen Leinensack gehüllte Leichnam fiel in das Grab und wurde mit ungelöschtem Kalk bedeckt. So konnte der Sarg wiederverwendet werden. Jede Pfarrei musste unentgeltlich derartige Särge zur Verfügung stellen, womit die oft vorschriftswidrig überhöhte Stolgebühr entfiel. Die Bevölkerung – insbesondere in Wien – protestierte jedoch erfolgreich gegen dieses „gottlose Vorgehen“, worauf Joseph II. seine Weisung nach wenigen Monaten im Jänner 1785 zumindest teilweise wieder zurücknahm. Trotz der kurzen Wirksamkeit dieses Erlasses haben sich im gesamten ehemaligen habsburgischen Herrschaftsgebiet einzelne Sparsärge erhalten, so etwa in Herznach im bis 1798 vorderösterreichischen Fricktal, in Bad Saulgau (heute Baden-Württemberg) oder in der Stiftskirche St. Andreas im Leobener Stadtteil Göß.